# Heinz Bergner (Anglist)
Heinz Bergner (* 30. April 1936 in Berlin; † 29. Januar 2021 in Wettenberg) war ein deutscher Sprachwissenschaftler.

## Biografie
Er studierte Anglistik, Romanistik und Philosophie an den Universitäten Erlangen-Nürnberg, Lausanne und Sheffield. Nach der Promotion 1967 zum Dr. phil.  in Erlangen war er seit 1969 Akademischer Rat und später als Akademischer Oberrat an der Universität Mannheim. Von 1975 bis 2003 lehrte er als Professor für Englische Sprachwissenschaft und Literatur des Mittelalters am Fachbereich Sprache, Literatur, Kultur an der Justus-Liebig-Universität Gießen.

## Schriften (Auswahl)
- Die Kurzerzählungen W. M. Thackerays. 1967.
- Das Staatsexamen in Englisch. Sammlung der in den schriftlichen wissenschaftlichen Prüfungen für das Lehramt an Gymnasien in Bayern gestellten Aufgaben 1950–1967. München 1968.